# Shani Davis
Shani Davis (n. 13 august 1982, Chicago, Illinois, SUA) este un sportiv ce a reprezentat Statele Unite ale Americii, medaliat olimpic. A participat la 4 ediții ale Jocurilor Olimpice (2002, 2006, 2010, 2014) în care a câștigat două medalii de aur și două medalii de argint.